# Taiwan High Speed Rail
Taiwan High Speed Rail (THSR) (kinesiska: 台灣高速鐵路)
är en höghastighetsjärnväg i  Taiwan. Den 350 kilometer långa järnvägen går från huvudstaden Taipei längs västkusten till staden Kaohsiung i södra delen av landet. Den har byggts, och drivs, av det privata bolaget Taiwan High Speed Rail Corporation.

## Upphandling
Statliga Bureau of High Speed Rail (BOHSR) begärde in anbud på en build-operate-transfer (BOT) lösning i oktober 1996. Två konsortier Taiwan High Speed Rail Consortium (THSRC) och Chunghwa High Speed Rail Consortium (CHSRC) lämnade förslag. THSRC baserade sitt anbud på europeiska Eurotrain, ett joint venture mellan Siemens och Alstom,  medan CHSRC hade valt teknologi från japanska Shinkansen. THSRC erbjöd att bygga järnvägen utan kostnad och vann kontraktet som skrevs under den 1 september 1998. På grund av 
järnvägsolyckan i Eschede valde man år 1999 att byta till japanska fordon för den rullande materielen.

## Linjenätet
Järnvägen går på egna spår som inte har förbindelse med det övriga järnvägsnätet och de flesta av stationerna ligger utanför samhällena.
Den första sträckan mellan Banciao och Zuoying öppnade den 5 januari 2007. I början kördes tågen av europeiska förare.
De första 8 stationerna togs i drift år 2007 och 2014/2015 invigdes ytterligare fyra stationer. År 2019 meddelade Taiwans regering att linjenätet skall förlängas  mot öster till Pingtung. Den 17,5 kilometer långa sträckan beräknas vara klar år 2029.
En 50 kilometer lång sträcka från Taipei till Yilan har också föreslagits.